# アルフレド・サンタエレナ
アルフレド・サンタエレナ・アグアド（Alfredo Santaelena Aguado、1967年10月13日 - ）は、スペイン・マドリード出身の元サッカー選手、現サッカー指導者。現役時代のポジションはMF。

## クラブ経歴
マドリードに生まれ、1988年にヘタフェCFでプロキャリアをスタートさせた。翌年、アトレティコ・マドリードとの親善試合にて、当時のアトレティコ・マドリード会長だったヘスス・ヒルの目に留まり、1989年にアトレティコへ完全移籍した。アトレティコ・マドリードではキャリアハイの活躍を見せ、1990-91シーズンからのコパ・デル・レイ連覇などに貢献した。
1991年6月29日、RCDマヨルカとのコパ・デル・レイ決勝では、延長111分に1-1の均衡を破る決勝ゴールを挙げ、クラブに久しぶりのメジャータイトルをもたらした。1993年にはチームメイトのドナトともにデポルティーボ・ラ・コルーニャへと移籍し、ここでもレギュラーとして活躍した。また、ここでも1995年のコパ・デル・レイ決勝にてバレンシアCF相手に途中出場から決勝ゴールを挙げている。
1997年、セビージャFCに3年契約で移籍するも、満足いく結果を残せず、2002年に古巣ヘタフェCFでプロとしてのキャリアを終えた。

## タイトル

### クラブ
アトレティコ・マドリード
- コパ・デル・レイ : 2回 (1990-91, 1991-92)

デポルティーボ
- コパ・デル・レイ : 1回 (1994-95)
- スーペルコパ・デ・エスパーニャ : 1回 (1995)